# Башо
Башо (фр. Bachos) насеље је и општина у јужној Француској у региону Миди Пирене, у департману Горња Гарона која припада префектури Сен Годан.
По подацима из 2011. године у општини је живело 26 становника, а густина насељености је износила 9,74 становника/km². Општина се простире на површини од 2,67 km². Налази се на средњој надморској висини од 700 метара (максималној 1.600 m, а минималној 520 m).

## Демографија
| 1962. | 1968. | 1975. | 1982. | 1990. | 1999. | 2011. |
| ----- | ----- | ----- | ----- | ----- | ----- | ----- |
| 44    | 51    | 48    | 39    | 45    | 38    | 26    |

График промене броја становника у току последњих година